# Rajd Wilsona
Rajd Wilsona – operacja bojowa formacji kawalerii Unii na terenie stanów Alabama i Georgia w okresie od marca do kwietnia 1865 roku, pod koniec wojny secesyjnej w Ameryce. Generał brygadier James Wilson (generał) poprowadził swój korpus kawalerii w celu zniszczenia ośrodków przemysłowych Konfederatów na południu, w czym próbował przeszkadzać mu bezskutecznie generał porucznik Nathan Bedford Forrest.

## Podłoże
Po zwycięstwie w bitwie pod Nashville, unijny generał major George Henry Thomas, stojący na czele Armii (doliny rzeki) Cumberland, otrzymał informacje wywiadowcze świadczące o tym, że w sercu Południa nie istnieją żadne siły zbrojne zdolne mu się przeciwstawić. W tej sytuacji natychmiast nakazał gen. Jamesowi Wilsonowi (który dowodził korpusem kawalerii z Missisipi przydzielonym do armii Thomasa), by przeprowadził rajd w celu zniszczenia arsenału konfederackiego w Selmie, współpracując z gen. Edwardem Canbym działającym na kierunku Mobile. Selma miała znaczenie strategiczne, jako jedna z niewielu baz wojskowych pozostających jeszcze w rękach konfederatów. W mieście znajdował się arsenał, zakład metalurgiczny marynarki, fabryka armat, młyn prochowy, magazyny wojskowe i zakłady naprawcze taboru kolejowego.
Wilson stał na czele około 13 500 ludzi w trzech dywizjach dowodzonych przez generałów brygadierów McCooka, Eli Longa i Emory Uptona. Każdy kawalerzysta uzbrojony był w nowoczesny siedmiostrzałowy karabinek powtarzalny Spencera. Jego przeciwnikiem był generał porucznik Nathan Bedford Forrest, którego siły – korpus kawalerii stanów Alabama, Missisipi i wschodniej Luizjany – nie przekraczały łącznie 2500 żołnierzy w dwóch niewielkich dywizjach dowodzonych przez generałów-brygadierów Chalmersa i Jacksona, dwóch szkieletowych brygadach (dowódcy gen.-bryg. Philip D. Roddey i płk Edward Crossland) oraz kilku oddziałach miejscowej milicji.

## Rajd
Wilsona powstrzymywała na samym początku wyprawy rozlana po wiosennych deszczach rzeka Tennessee, ale już 22 marca 1865 roku, znalazł się w Gravelly Springs. Od tego miejsca jego wojska maszerowały w trzech odrębnych kolumnach, by ukryć przed nieprzyjacielem prawdziwy cel uderzenia, co zostało osiągnięte – Forrest bardzo późno zorientował się, że Selma jest celem ataku. W tej sytuacji doszło tylko do dwóch nieznacznych potyczek pod Houston (25 marca) i nad Black Warrior River (26 marca), przed połączeniem – następnego dnia – kolumn Wilsona w pobliżu Jasper.
28 marca pod Elyton, w pobliżu dzisiejszego Birmingham, doszło do kolejnej potyczki, w czasie której unioniści zniszczyli huty żelaza w Oxmoor i Irondale. Wilson wydzielił ze swego korpusu brygadę gen. Croxtona, śląc ją na południe i zachód celem spalenia stalowni w Roupes Valley, a następnie zabudowań Uniwersytetu Alabamy w Tuscaloosa, miejsca szkoleń milicji i wojsk konfederackich. Ten manewr odseparował dywizję Chalmera od głównych sił Forresta.
31 marca Forrest został zmuszony do odwrotu przez liczniejsze i lepiej uzbrojone siły unionistów pod Montevallo. Kawalerzyści Chalmersa nie zjawili się, by wesprzeć Forrest, a on sam nie miał chwili do stracenia. Na skutek uderzenia sił Unii główna kwatera Forresta została zajęta, a wraz z nią w ręce przeciwników wpadło wiele dokumentów ujawniających wywiadowi Unii jego plany działania. Wilson wysłał natychmiast McCooka, by połączył się z brygadą Croxtona w Trion, a pozostałe siły korpusu skierował szybkim marszem ku Selmie. Forrest próbował 1 kwietnia powstrzymać nieprzyjaciół pod Plantersville, ale ponownie przegrał. Konfederaci wycofali się w stronę Selmy, gdzie stanęli na pięciokilometrowej, półkolistej pozycji obronnej w zakolu rzeki Alabama.
Do bitwy pod Selmą doszło 2 kwietnia. Dywizje Longa i Uptona zaatakowały pospiesznie przygotowane umocnienia Forresta. Spieszeni kawalerzyści Unii pokonali je wczesnym popołudniem, po kilku starciach na szable i bagnety; niedoświadczeni w boju milicjanci zaczęli uciekać z pola, skutkiem czego konfederacka linia obrony pękła. Generał Wilson osobiście poprowadził do szarży 4. Pułk Kawalerii na odcinku, gdzie umocnienia nie zostały jeszcze zbudowane. Generał Long został w czasie tego natarcia poważnie ranny w głowę. Forrest, który również odniósł ranę i którego niewielkie siły poniosły ogromne straty, przegrupował resztki wojska pod Marion, gdzie w końcu dołączył doń Chalmers. Tymczasem ludzie Wilsona przez ponad tydzień niszczyli obiekty militarne, zanim ostatecznie udali się do Montgomery, którą to miejscowość zajęli 12 kwietnia.
Wieść o kapitulacji generała Lee dotarła do korpusu 9 kwietnia, a 14 dnia tego miesiąca żołnierze dowiedzieli się o zamachu na prezydenta Lincolna, niemniej rajd trwał nadal, a korpus skierował się na wschód, w stronę Georgii. Bitwa pod West Point miała miejsce w niedzielę wielkanocną 16 kwietnia, kiedy to brygada płk. Oskara La Grange zaatakowała umocnienia ziemne konfederatów zwane Fort Tyler. Mimo że żołnierze Unii musieli forsować fosy i okopy pod ogniem trzudziestodwufuntowego działa obrony wybrzeża i dwóch dwunastofuntowych armat polowych, słabo obsadzony fort został zdobyty. Konfederacki generał Robert C. Tyler, który leczył się z dawniejszych ran w West Point i który dowodził garnizonem składającym się z żołnierzy rozbitych oddziałów i miejscowych ochotników, został śmiertelnie raniony przez strzelca wyborowego; był to ostatni generał zabity w tej wojnie. Tyler został pochowany na konfederackim cmentarzu w West Point.
Tego samego 16 kwietnia siły dywizji Uptona starły się z konfederatami pod Columbus zajmując miasto i stocznie, gdzie spalono taranowiec CSS Jackson. 20 kwietnia ludzie Wilsona zajęli Macon i na tym rajd Wilsona został zakończony, zaledwie sześć dni przed poddaniem wszystkich wojsk konfederackich w obu Karolinach, Georgii i na Florydzie przez generała Johnstona przed gen. Shermanem.

## Rezultaty
Rajd Wilsona był nadzwyczajnym sukcesem unionistów. Jego żołnierze wzięli pięć ufortyfikowanych miast, 288 dział i 6820 jeńców, przy stratach własnych 725 ludzi. Straty znacznie mniejszych sił Forresta wyniosły około 1200 zabitych i rannych. Rajd odbył się bez szkód, jakie spowodował słynny marsz Shermana ku morzu rok wcześniej. Wilson i jego dowódca, George H. Thomas, nie tolerowali zbrodni wojennych, jak np. rabunków popełnianych przez swych żołnierzy. Po bitwie mieszkańcy Selmy oskarżali ludzi Wilsona o złupienie Selmy po bitwie, dowiedziono jednak, że w trakcie walk jedynie maruderzy z obu stron oraz byli niewolnicy dopuszczali się aktów gwałtu, ale Wilson szybko przywrócił dyscyplinę w szeregach.